# Deborah (telenovela)
Deborah é uma telenovela mexicana, produzida pela Televisa e exibida em 1967 pelo Telesistema Mexicano.

## Elenco
- Guillermo Murray
- Lucy Gallardo
- Germán Robles
- Jorge Lavat